# Caraguatay
Caraguatay è un centro abitato del Paraguay, situato nel Dipartimento di Cordillera, a 91 km dalla capitale del paese, Asunción. Forma uno dei 20 distretti in cui è diviso il dipartimento.

## Popolazione
Al censimento del 2002 la località contava una popolazione urbana di 1.602 abitanti (11.568 nel distretto).

## Storia
Fondata il 24 settembre del 1770 dai fratelli spagnoli Fermín José María e Deogracio Franco, la località ebbe un ruolo importante durante la sanguinosa Guerra della triplice alleanza: qui pose il suo accampamento militare il maresciallo Francisco Solano López prima della sua ultima disperata resistenza sul Cerro Corá, e qui fu affondato ciò che rimase della flotta paraguaiana dopo la sconfitta nella battaglia navale di Riachuelo perché non cadesse in mano nemica.

## Economia
Le principali attività economiche di Caraguatay sono l'agricoltura, con la produzione di tabacco, cotone, riso, mais e arachidi, e l'allevamento. Inoltre, non è da trascurare la produzione industriale di petitgrain, miele e liquori, oltre che la lavorazione del legno.

### Turismo
I resti delle navi militari affondate nel fiume Yhaguy sono stati da tempo recuperati e restaurati; si trovano oggi esposti nel museo all'aria aperta di Vapor Cué, la principale attrazione turistica del luogo.